# Gustav Marcussen
Gustav Ølsted Marcussen (* 12. Juni 1998) ist ein dänischer Fußballspieler. Er war dänischer Nachwuchsnationalspieler.

## Karriere

### Verein
Gustav Marcussen spielt seit seiner Jugend für Lyngby BK, nachdem er vorher in Kopenhagen für B 1903 Kopenhagen sowie für BK Frem Kopenhagen auflief, und debütierte am 31. August 2016 in der ersten Mannschaft, als er beim 3:1-Auswärtssieg in der zweiten Runde des dänischen Pokals gegen Frederiksværk Boldklub in der Anfangsformation stand und nach 72 Minuten durch Mikkel Rygaard Jensen ersetzt wurde. Sein erstes Punktspiel absolvierte Marcussen am 18. Mai 2017 beim 2:0-Auswärtssieg in der Superligaen im Nachbarschaftsduell gegen Brøndby IF. Am Ende der Saison, in der Lyngby BK in der Meisterrunde den dritten Platz belegte, hatte er jeweils zwei Einsätze im dänischen Pokal und in der Meisterrunde verbuchte, eine Spielzeit später stieg der Verein in die 1. Division ab. Regelmäßige Einsätze Gustav Marcussen in der Zweitligasaison 2018/19, als er zu 26 Einsätzen im regulären Punktspielbetrieb sowie zu zwei Spielen in der Relegation gegen Vendsyssel FF kam. Zum Ende der Saison stieg der Verein aus der Lyngby-Taarbæk Kommune im Großraum Kopenhagen wieder in die Superligaen auf, dabei konnte Marcussen 6 Torbeteiligungen (4 Vorlagen, 2 eigene Tore) verbuchen. Die Saison 2019/20 war die vierte und letzte Spielzeit im Trikot von Lyngby BK, auch hier gelang ihm nicht ganz der Durchbruch. Zwar kam er zu 28 Partien in der regulären Saison, in der Abstiegsrunde sowie in der Relegation, allerdings gehörte Gustav Marcussen nicht immer zur Startelf. In der Relegation gegen Hobro IK gelang Lyngby BK der Klassenerhalt. Zu Beginn der Spielzeit 2020/21 absolvierte er noch zwei Partien und verließ daraufhin den Verein.
Am 23. September 2020 wechselte er nach Deutschland zum Drittligisten KFC Uerdingen. Bei den Krefeldern unterschrieb Gustav Marcussen einen Zweijahresvertrag. Für den KFC Uerdingen absolvierte er 25 Spiele und schoss vier Tore, jedoch stand er in lediglich elf Spielen in der Startaufstellung. Nach der Saison 2020/21 konnte der insolvente KFC nicht mehr für die 3. Liga melden, woraufhin Marcussen den Verein verließ. In der Folge kehrte er nach Dänemark zurück und unterschrieb bei Silkeborg IF einen Vertrag bis Ende des Jahres 2021.

### Nationalmannschaft
Im Jahr 2016 absolvierte Gustav Marcussen zwei Spiele für die dänische U18-Nationalmannschaft und erzielte dabei vier Tore. Von 2016 bis 2017 lief er in sieben Partien für die U19-Auswahl auf und erzielte einen Treffer. Für die U20 absolvierte Marcussen zwischen 2017 und 2019 sechs Spiele.
Zwischenzeitlich – am 22. März 2018 – absolvierte er beim 5:0-Testspielsieg in Wiener Neustadt gegen Österreich sein erstes Spiel für die dänische U-21-Nationalmannschaft.